# Consuelo Colomer Francés
Consuelo Colomer Francés (Alcoi, País Valencià, 29 de març del 1930 - Creixell, Catalunya, 29 de febrer del 2016) va ser una pianista i compositora valenciana. La seva carrera, primerament local i nacional, la va portar a fer gires per gran part d'Occident i Orient Mitjà, incloent països com França, Itàlia, el Regne Unit, Egipte, Síria, Grècia i molts d'altres.

## Biografia

### Infantesa
Originalment ocupant una habitació al carrer de San Mauro d'Alcoi, la família es va mudar a les "Cases de don Vicente Pascual", al carrer Na Saurina d'Entença nº40. Allà va viure les 5 primers anys de la seva vida, i poc després, per manca d'espai, van tornar a traslladar-se, aquest cop a un pis al carrer de l'Escola nº6. Aquest pis el van compartir amb les famílies Ivars-Torregrossa (la filla dels quals va esdevenir la madrina de Consuelo), i Vilaplana-Llopis. El fill dels últims tocava el piano, i l'accés a aquest va ser un del motius pel qual es van decidir a mudar-se allà, ja que Elvira sempre havia somniat en que una de les seves filles fos pianista.
Va començar a estudiar a les Carmelites d'Alcoi, però també alternava els seus estudis amb el parvulari de l'Academia San Francisco de Paula de Estudios Mercantiles, on hi estudia la seva germana Elvira. A prop de l'Academia, Adriana Pérez ofereix classes de piano i solfeig, a les quals Consuelo hi assisteix com a oient a l'acompanyar a la seva germana. Degut a l'interès per la música que mostra en aquestes classes, és portada a l'Academia Municipal de Música y Declamación, la qual va ser fundada i dirigida per Carmen Alberola Balaguer el 1935.
L'activitat docent és interrompuda el 12 de juliol del 1936 degut a l'esclat de la Guerra Civil Espanyola. Alcoi, al ser republicana i un gran centre de producció industrial, és objectiu dels bombardejos del bàndol nacional. El seu pare, Enrique, s'assegura de repassar les lliçons amb la seva germana Elvira, i Consuelo les escolta amb ella, assegurant-se així que les dues mantinguessin una educació tot i la guerra. Enrique Colomer va ser destituït de l'empresa on treballava degut a les seves conviccions cristianes, i Consuelo va quedar molt impactada per la crema de l'arxiu eclesiàstic i destrucció de l'església local. Malauradament, amb l'empitjorament de la guerra, el bàndol republicà va instaurar la conscripció d'homes grans i casats, i Enrique va haver de marxar al front. Abans, però, va portar la família a Bocairent per fugir dels bombardejos, on hi van haver de sobreviure una època de molta pobresa i fam. L'1 d'abril del 1939, la Guerra Civil finalitzava amb la victòria del bàndol nacional. Per a la família, però, va representar la tornada d'Enrique de la guerra, i el naixement de la tercera germana, Enriqueta.
Consuelo va reprendre la seva educació musical. Carmen Verdú, filla d'un conegut del pare, convenç a Elvira per a que Consuelo vagi a classes de piano junt amb ella a casa de Carmen Alberola, la qual va haver de tancar l'acadèmia degut a la guerra. Més tard va continuar els estudis a l'Academia Alma i a l'escola José Ribera Montes. Entre el maig i novembre de 1941, les classes de piano amb Carmen Alberola la van preparar per l'entrada al Conservatori de València. Carmen va resultar ser molt influent per la jove pianista, i va convèncer als seus pares de que fessin tots els sacrificis necessaris per tal de garantir l'educació musical de la seva filla.

### Conservatori de València
L'inici al Conservatori va ser problemàtic, i degut a uns problemes amb la substituta de Carmen, Zulima Jordà, i amb els segon curs de solfeig, Consuelo decideix abandonar la música. Afortunadament, Carmen Verdú la convenç al 1942 de que hi torni, i el 1943 retorna al Conservatori per examinar-se de tres cursos de solfeig comprimits. Els va aprovar tots, i va superar així el primer curs de piano. Aquell mateix any també fa el seu primer debut amb públic privat reduït, interpretant l'Estudi nº4 en do major de Czerny de memòria. Només un any més tard, el 1944, ja ha superat el segon, tercer i quart curs de piano. Aquest any també debut públicament en un concert al Círculo Industrial d'Alcoi durant l'intermezzo d'un concurs provincial de cors i dansa organitzat per la Secció Femenina de Falange, en el qual va interpretar la sonata Clar de lluna de Beethoven i dos estudis de Debussy. Va resultar ser un gran èxit.
Per iniciar el cinquè curs al Conservatori (ja considerat un curs superior), busca el suport de Teresita Matarredona Aznar. És també entre aquests últims anys que comença a notar l'enveja de les seves companyes, el qual provoca un distanciament amb elles. No és fins al 1946 que Consuelo aconsegueix tenir el seu primer piano a casa (un gran esforç econòmic per la família, tot i que Enrique ja hagués recuperat la seva feina). Fins aleshores, Consuelo només havia pogut estudiar en els pianos de cases d'amics i coneguts, o imaginant-se el teclat de l'instrument als mobles de casa.
Per optar al premi de final de carrera, havia de repetir el vuitè curs, a més de varis cursos més (com estètica de la música), i preparar un programa de concert per interpretar en un concurs amb públic i tribunal. La seva professora, Pilar Mompó, amb la qual no tenia gaire bona relació, es va negar a preparar-la amb l'excusa de que el seu professor d'harmonia estava preparant a una altra alumna, i seria una falta de respecte presentar-la a ella també, Elvira (mare) aleshores decideix anar directament al professor de piano i compositor Leopoldo Magenti, el qual ja havia exercit de tribunal per Consuelo anteriorment. Aquest accedeix gratament a preparar a la jove, i l'ajuda a polir la seva tècnica i preparar el programa del concert. Finalment, però, per motius personals relacionats amb una altra noia que també estava preparant, el 20 de maig de 1947 l'informa de que no podrà presentar-la ell al concurs. Consuelo es presenta individualment, i assisteix al concurs el dia 5 de juny. El concurs va demostrar estar trampejat en alguns aspectes (com la memorització de la lectura a vista per part dels alumnes que va presentar el compositor d'aquesta). Magenti, que no hi va poder assistir, es va mostrar molt interesat durant el concurs, i hi va trucar diverses vegades per estar informat del progrés d'aquest. Després de l'actuació de Consuelo, el públic i el tribunal van sortir a deliberar sobre aquesta, ja que no estava permès fer-ho a la sala. El professor de violí Alós va exigir que, si no se li atorgava el primer premi a Consuelo, estava disposat a declarar tot el concurs nul. En acabar la jornada, hi va haver tres primers premis, entre els quals hi estava la jove pianista. Per celebrar aquest esdeveniment, Magenti va convidar a la família a la representació de la seva obra aquella mateixa nit (el motiu pel qual no havia pogut assistir), i a partir d'aleshores va mantenir un vincle molt estret amb ells.

### L'Academia Marshall-Granados i primers debuts nacionals
Durant la seva estada a València, Consuelo va descobrir les publicacions Estudio práctico sobre los pedales del piano (1919) i La sonoridad del piano (1940) de Frank Marshall King, alumne d'Enric Granados i director de l'Academia Marshall-Granados. Per solucionar uns problemes de tècnica que Magenti li va dir que ell no podia resoldre, Consuelo va decidir estudiar amb Marshall. El 1947, després de substituir unes classes de Teresita Matarredona i recollir el seu títol a València, marxa cap a Barcelona. S'allotja al carrer Provença, cantonada amb la Sagrada Familia. Allà va llogar un piano de la prestigiosa firma Chiappo, impressionant a l'afinador Antonio Martí, que la va ajudar a escollir l'instrument. Aquest també la va recomanar a Marshall, qui va accedir a conèixer-la i escoltar-la tocar. Després d'escoltar-la, li va dir que "li havia recordat a ell mateix quan va anar a presentar-se a Enric Granados".
Va estudiar amb ell durant tres anys, fins a acabar amb el primer premi amb distinció de virtuosisme que atorgava l'acadèmia en aquell moment. En el jurat d'aquest concurs i figuraven el propi Marshall, però també la pianista Alicia de Larrocha. Malauradament, es va generar una competència entre les dues pianistes que va acabar per trencar la seva relació. Aquests anys, però, van representar una època de gran creixement per Consuelo, tant pianístic com personal.
En una de les tornades a Alcoi, i degut a una conversa del seu pare amb el conseller de cultura, la família va decidir optar a una convocatòria de beca de la Diputació Provincial el 24 de setembre de 1947, i va rebre l'import de 3.000 pessetes l'any següent. A més, després de realitzar una audició per la corporació municipal, se li va atorgar una altra beca de 4.000 pessetes. El 15 d'octubre de 1947 feia un concert a Radio Alcoy des de casa seva amb motiu de la festivitat de Santa Teresa, patrona de la Secció Femenina de Falange.
El 16 de novembre de 1947 interpreta el programa amb el qual va guanyar el primer premi a València al Teatre Calderón, concert organitzat per la Corporación Musical Primitiva. Després de renovar la beca el 1948, va anar a estudiar al Colegio Mayor Universitario Padre Poveda, on va poder portar el seu piano, i on va conèixer moltes amigues que, gràcies als llargs recitals de piano de Consuelo, es van introduir a la música clàssica i la van seguir al llarg dels seus concerts per tot Espanya. El 1949 va tornar a renovar la beca, aquesta vegada donant un concert organitzat per l'Ajuntament d'Alcoi al Teatre Calderón com a condició. El 1950 se li va estar a punt de retirar la beca degut a que se li anava a atorgar a una jove protegida del president de la Diputació. Elvira (mare), però, va proposar que s'organitzés un concert a mode de concurs per decidir la guanyadora de la beca. El concert va ser organitzat per la mateixa diputació, i va tenir lloc el 15 de gener de 1950 al Teatre Principal d'Alacant, i va ser àmpliament promocionat pels mitjans de comunicació locals, i fins i tot el diari nacional Informativo de Falange Española Tradicionalista y de las JONS. Aquell mateix any, Radio Nacional de España a Barcelona va grabar un ampli programa d'una hora de la pianista, i l'11 de març de 1950 es va fer la primera retransmissió a nivell nacional de la seva música.
Aleshores va marxar a París a estudiar amb la famosa pedagoga Marguerite Long, però sovint tornava a Barcelona i Alcoi per seguir donant concerts per les localitats catalanes. En vista al concurs internacional Marguerite Long, Colomer va sol·licitar una nova beca, la qual li va ser atorgada el 13 de novembre de 1952, consistint de 5.000 pessetes mensuals durant 6 mesos, tota una fortuna per l'època.
El 10 de gener de 1954 va debutar amb orquestra al Teatre Principal, acompanyada de l'Orquestra Municipal de València. A més, la flota americana es trobava visitant València, en aquelles dates, i al saber que hi havia un concert programat, el teatre es va omplir d'aquests mariners de permís, els quals van quedar molt sorpresos per l'actuació de la pianista.

### París i l'Academia Marguerite Long-Jacques Thibaud
Consuelo ja volia marxar a París als vint anys, però l'economia familiar, tot i les ajudes econòmiques públiques, no permetia el gran esforç econòmic que això suposaria. Enrique, però, va utilitzar els seus contactes amb l'alcalde Enrique Albors Vicens, el qual era un gran amant de la música, per demanar ajut econòmic per aquesta empresa. Albors, aleshores, va enviar una carta a l'aleshores Ministre d'Exteriors Martín Artajo. Poc després, Artajo enviava una missiva de recomanació a l'ambaixador francès, el qual es va posar a disposició de Consuelo. Això la va permetre viatjar a París, inicialment a casa d'uns familiars llunyans (Octavio i Liberto Bou). Després d'una curta estada a l'Hotel Roma, a la rue Culencurt, es van traslladar a una casa particular a la Porte de la Villete, propietat d'una dona espanyola. Elvira (mare) es va voler assegurar de que Consuelo aprengués francès, i la feia llegir el rotatiu Le Figaro cada nit per aquesta finalitat. A través del seu tien Eugenio Colomer, Consuelo va entrar en contacte amb una dona que, tot i tenir una bona relació amb ella, va resultar haver tingut relació amb Dolores Ibárruri "La Pasionaria". Aquesta connexió desafortunada (ja que la família Colomer no en sabia res), va provocar molts problemes per la vida artística de Consuelo en el futur.
En aquests primers mesos de 1950, Consuelo va donar diversos concerts i audicions que mica en mica van anar captivant la ciutat francesa. La primera audició va ser el 26 de març a l'auditori del Colegio Mayor de España, en el qual es van reunir la totalitat d'alumnes, professors, catedràtics i autoritats. L'enorme èxit d'aquest concert i les diverses publicacions a la premsa derivades d'aquest li van brindar l'oportunitat de conèixer a Madame Long, qui va accedir a audicionar-la. Com ja havia passat amb Marshall, va quedar molt contenta amb l'actuació de la jove, i va accedir a ser la seva mestra en els següents anys. A l'Academia Marguerite Long-Jacques Thibaud va aprendre molt tant de Marguerite com de la resta del professorat, però després d'uns mesos, l'economia familiar va fer impossible que Consuelo pogués continuar.
Aprofitant per fer una petita pausa de tornada a Espanya, Consuelo va grabar diversos concerts per Radio Nacional Española en Barcelona y Madrid, els quals van ser emesos també a Llatinoamèrica. Després va poder retornar a París, gràcies a que Marguerite havia aconseguit que el mateix govern francès declarés a Consuelo "étudiante patronée du governement français". Amb l'ajuda que el govern de la república francesa li va brindar, va poder continuar les classes a l'acadèmia, tant amb Marguerite com amb Lucette Descaves o Pierre Barbizet. També va fer una master class amb el molt venerat solista Jacques Fevrier, però després d'una interrupció d'aquest, Consuelo va abandonar la classe, seguida de la totalitat d'alumnes presents, i deixant el solista sol.
L'any 1952 el govern espanyol recuperava la Biblioteca Española (més tard la seu de l'Insitut Cervantes), en la qual Consuelo hi va tocar per la gala inaugural, i va ser encarregada de la inauguració del cicle de concerts Mes musical a la mateixa localitat, un acte social que va tenir lloc el 19 de maig de 1953.
El 28 d'abril de 1953, Marguerite Long li va programar un altre concert a la Sala Pleyel. Aquest concert va ser molt anunciat, i hi van assistir representants polítics espanyols i francesos, i també molts crítics. Ernesto La Orden Miracle i Eduardo Ibañez hi van assistir com a representants del govern franquista, junt amb personal de l'ambaixada, però també hi van assistir membres del govern republicà a l'exili. També hi va anar Halffter, un prestigiós músic de la generació del 27. Tots van quedar molt satisfets amb l'actuació, i les crítiques positives van començar a publicar-se a periòdics de les dues nacions. Consuelo és acusada per simpatitzants del règim com "artista revolucionària", i pels exiliats com "representant oficial del franquisme".
El 20 de juny del mateix any estava convocada al concurs Long-Thibaud a la Sala Pleyel. Ja hi havia rumors de que seria desqualificada premeditadament, degut a les acusacions polítiques contra ella. Un cop van sortir els resultats, ella havia sigut eliminada de la primera fase, fet que va provocar moltes protestes, requerint fins i tot la intervenció de la policia per dissoldre-les. Finalment, es va deixar la primera plaça sense atorgar, però no se li va donar cap reconeixement a Consuelo.
Per proporcionar-li "justícia musical", Consuelo va ser inscrita al concurs internacional de Ginebra el 1954, però un altre cop degut a les males influències polítiques, se li va negar el visat internacional per assistir-hi.

### Repressió política
Després d'aquests problemes inicials, els incidents van empitjorar encara més. La seva carrera havia patit una davallada molt important, però el punt culminant va ser l'intent de segrest que va escapar per poc a casa de la directora de l'academia. Degut a aquest incident, la seva mare i ella van fugir a Espanya, on hi va donar multitud de concerts, els quals van tenir molt menys ressò del que haurien tingut prèviament. Aquell mateix any va conèixer al director de la Banda Municipal de Granada, qui va estrenar la seva obra Anochecer en el Generalife.
El 1956 i1957 va tocar al Palau de la Música de Barcelona i al saló d'actes del conservatori de Madrid, i va exercir com a solista diverses vegades de solista a l'Orquestra Nacional de la radio Televisión Española. També va realitzar una curt viatge a París per visitar a madame Labrousse, qui la va ajudar econòmicament.
El 1958 la seva professora, amiga i protectora Carmen Alberola va morir degut a una malaltia. Aquesta notícia va devastar a Consuelo degut a la seva estreta connexió. L'any següent, la seva activitat va ser molt més reduïda, fent només dos concerts a Alcoi i un a Elx, on va estrenar una obra pròpia: Sortilegios, en honor al seu pare. Aquest mateix any, després que Consuelo i la seva mare el visitessin per últim cop, va morir Frank Marshall King d'una malaltia pulmonar. Aquests cinc anys de problemàtiques polítiques i pèrdues personals van enfortir molt a Consuelo.

### Expansió internacional
L'any 1960, a través de la seva amiga missionera Carmen Prats, va conèixer al compositor Antoni Massana a Barcelona. Aquest, molt impressionat per la sensibilitat de Consuelo a l'interpretar les seves obres, li va confiar la seva estrena a la pianista, i va realitzar multitud de concerts arreu, des de l'Orient Mitjà (com a El Cairo), com a països europeus. “El públic acollia amb gran plaer aquesta música, nova pero sentida i verdadera”. Entre el 1961 i 1962 va seguir oferint concerts a Barcelona, Alcoi i Madrid, alhora que gravava les obres d'Antoni Massana a l'estudi per publicar-les.
Consuelo era molt admirada pel públic català de classe mitja i alta. Aquesta popularitat va afavorir el contacte amb el compositor Juan Altisent y Ceardi. El 7 de desembre de 1964 ja havia estrenat l'obra Tocata Impromptu al Teatre Gloria d'Atenes, a Grècia, en una gira que la va portar també a Tessalònica i Làmia, entre d'altres. També va actuar a la radio i televisió helèniques. El compositor català va compondre Impresiones concertantes para piano y orquesta pensant en la pianista, i el 15 de maig de 1966 es va estrenar l'obra al Teatre Principal de Saragossa. També la va interpretar a El Cairo el 22 d'octubre, i posteriorment a Barcelona i Madrid.
També va tenir contacte amb el violí Juan Mané y Planas. Aquest li va donar les seves obres de piano per estrenar-les en un recital privat. Va establir una molt bona relació amb el crític i compositor Arturo Menéndez Aleyxandre, qui li va dedicar l'obra Relámpago sobre teclas blancas, va escriure la Marcha nupcial pel casament amb la seva parella Julio Cortés, i va dedicar Canción de cuna al seu fill.
A part de seguir estenent el seu reconeixement en el terreny interpretatiu, Consuelo també va dedicar-se momentàniament a la crítica musical de publicacions especialitzades entre els anys 1965 i 1967.
El 10 de febrer de 1966 va iniciar la seva segona gira internacional per Grècia, Egipte, Síria i el Líban, i a l'octubre tornava a l'Orient Mitjà. També va compondre unes cançons infantils per la seva germana, que era professora. Va ser en aquest viatge on va conèixer al seu futur marit Julio Cortés. El setembre del mateix any morien Antonio Massana (el 7 de setembre), i la pianista Marguerite Long.
El 1967 va donar varis concerts, i va grava per un programa de televisió. Mentre feia un petit parèntesi per tocar per Orient Mitjà i Grècia, es va veure envoltada pel cop d'estat que es va produir en aquesta, i va haver de cancel·lar els concerts per la regió. Després d'aquesta tercera gira, va tenir greus problemes de salut. Una hemorroide sagnant quasi li va costar la vida, però es va recuperar, i el 19 d'agost de 1967 torna a Alcoi per a l'estrena de la seva obra Cuatro villancicos (Al pie de la Nochebuena, Con campanillas, El niño llora i Si el niño quiere).

### Matrimoni i maternitat
El 21 de desembre de 1967 es va casar amb el director del Centro Cultural Hispánico de Damasco, Julio Cortés, a una capella romànica a prop de Barcelona, on hi van assistir tant familiars com amics (alguns d'ells compositors).
El gener de 1968 van mudar-se a Chapell Hill, Carolina del Nord, Estats Units. Allà, Julio havia aconseguit un treball a la universitat de la ciutat, i ella es va centrar en millorar el seu anglès i seguir oferint concerts.
Poc després va quedar embarassada del seu primer fill, a qui van anomenar Antonio Ignacio, en honor a Antoni Massana i San Ignacio de Loyola. Va néixer a la Clínica Adriano de Barcelona, però en recuperar-se va tornat cap als Estats Units. Al contrari que moltes de les dones músic d'aquests anys, el matrimoni i la maternitat no la van apartar dels escenaris, i va seguir realitzant concerts per Barcelona, Múnic, i altres països d'Orient Mitjà, així com també Itàlia. Al 1970 Consuelo va patir un avortament, que la va fer cancel·lar algunes actuacions i retirar-se de l'activitat pública, seguidament durant els pròxims anys va tornar a tenir dos avortaments més.

### Entre Europa i Estats Units
El 28 de novembre torna a Barcelona, perquè al gener de 1971 començarà un nova gira per Europa que acabarà a la Sala Gaveau de París el 26 de febrer. Al 1972 toca al Wigmore Hall d'Anglaterra, a la sala Beethoven del Palau Falffy a Viena, i altres llocs com l'Institut d'Espanya de Múnic, Bonn i Itàlia. També va tocar al Palau de la Música Catalana i a la Salle Rosini.
Al gener 1974 va conèixer amb compositor Joaquín Rodrigo, Consuelo Colomer volia demanar-li ajuda ja que s'havia topat amb la partitura d'una peça del mateix compositor, Concierto Heroico, que des del 1943 no s'havia tocat més. A partir d'allà es va forjar un amistat tant amb el compositor com amb la seva dona Vicoria Kamhi, pianista. El Concert per piano i orquestra de Rodrigo va ser reestrenat el 18 de maig al vespre i el 19 al matí, de 1974 al Palau de la Música. L'Orquestra Ciutat de Barcelona va estar dirigida per Antoni Ros-Marbà i al piano Consuelo Colomer.
El 16 de gener de 1976 mor la mare de Consuelo, i ellà cau en una crisi emocional i deixa de fer concerts. No és fins al 18 de gener de l'any següent, que torna als escenaris, al Alice Tully Hall del Lincon Center, i repren la gira europea.
A partir de llavors va haver-hi un canvi en la manera d'entendre la interpretació. Defensava no calcar, nota per nota i indicació per indicació allò que el compositor havia expressat en crear l'obra, perquè llavors la intèrpret només faria repeticions mecàniques sense expressió. Havia de ser més lliure, poder endur-se per les emocions del moment, sinó, els oients habituals acabaven memoritzant i basant els gustos sobre les formes convencionals.
Durant aquest període també realitza tres programes diferents de televisió sobre aspectes de la música espanyola, per piano, dels s. XIX i XX. El 1981 torna a interpretar el Concierto heroico a l'Auditori de Palma, i més tard segueix la gira per els Estats Units tocant al Raleigh Memorial Auditorium a Carolina del Nort, o el Durham County Chapter, entre d'altres. El 1982 rep el Premio Nacional de Música d'Espanya. L'obra, encara manuscrita, va ser oficialment editada i impresa, i va passar als prestatges i arxius de mig món gràcies a Colomer. No obstant, a causa del distanciament del compositor Joaquín Rodrigo amb els nord-americans, Consuelo colomer no pot realitzar una gravació universal del concert amb l'Orquestra Simfònica de Chicago.
Al voltant de 1985 Consuelo i Julio aconsegueixen la nacionalitat nord-americana. Quan finalitzada la seva llarga gira espanyola amb el Concert heroic, publica el seu primer llibre, Sobre tècnica pianística. Al 1990 es va publicar una segona reedició, a càrrec de l'editorial Alpuerto de Madrid i també va ser traduïda a l'anglès per Octavio Roca, que la va publicar sota el títol On piano technique a l'editorial Wantage Press (New York, USA, 1991). El 1989 publica un assaig biogràfic sobre Antonio Massana i Bertrán, 1890-1966. Primer centenario de su nacimiento.
El 1986 la Contemporany Recording Studios Inc. (C.R.S.) i la Philadephia's New Main Line Record Company li proposen l'enregistrament d'un nou disc estereofònic de llarga durada. Es tracta de les seves aplaudides Gems of the Keyboard. Un any després comença una nova gira española.

### L'últim concert com a intèrpret
L'11 de març de 1992 Consuelo Colomer durant un concert celebrat a al Chapel Hill del Hill Hall Auditorium (Carolina del Nord), anuncia que es retira dels escenaris i que aquell seria l'últim concert que faria. Aquesta decisió fou a causa d'un ensurt amb les tropes nord-americanes on els seu fill participava com a pilot, el risc de perdre el seu fill va fer que la pianista es retires dels escenaris per dedicar-se a cuidar de la seva família i la llar.

### Etapa compositiva
Malgrat el comiat als escenaris, a partir d'aquesta decisió és quan la músic comença a gestar-se com a compositora. L'editorial Clivis de Barcelona, edita la primera obra de Colomer el 1998, l'àlbum es titulava Four Songs, on hi ha quatre cançons amb un poema de Pemán i també propis de la pianista. En el 2001, instal·lats a Creixell, es publica Elegía, per violí i piano, Una mañana en el parque, per piano, y el Pare Nostre, Ave María i Deixa'm dir, amb un poema de Pepita Melendres. L'última obra es estrenada al cicle que la Sociedat de Autors programa a Barcelona amb el títol Música XXI-Nous repertoris, interpretada per la soprano Maite Mer i el pianista Marc Antoni Mas el 20 de juny de 2001.
El 13 de gener de 2003 s'organitza des de l'Associación de Amigos de la Música de Alcoy un concrert en reconeixement de l‘afició musical alcoiana on el deixeble de Consuelo Colomer, Mac McClure, entre d'altres, interpreta i estrena Improvisación sobre temas populares de mi tierra de la que havia sigut la seva mestra, Consuelo Colomer. La compositora en aquesta obra recrea els cants populars de la seva terra: Serra de Mariola, El Tío Pep, Ja ve Sento, etc. A la segona part del concert, el musicòleg Adrian Miró, exposa i desglossa la carrera de la pianista.
No molt més tard, en una nova edició del cicle Música XXI-Nous repertoris, el pianista Josep Cerdà i la soprano Dolors Lozano van interpretar les composicions de l'alociana: Arroyuelo del Molino, Mañanita Clara y Plegaria de Primavera. El febrer de 2003 McClur amb la soprano Rosa Mateu toquen tres peces més, i Dagmar Muñiz al piano i Blai Soler a la guitarra, estrenen al públic una de les peces de Consuelo, anomenada Elegía para violín y piano. A la tardor de 2003 els mateixos McClure i Rosa Mateu comencen a gravar un disc compacte amb les obres de Colomer. Paral·lelament Consuelo es operada de cataractes, que cada vegada s'agreujen més, i el deteriorament físic del seu marit, Julio Cortés, fa que personalment la pianista s'hagi d'ocupar de les necessitats del seu company.
A principis de 2004 l'Asociación de Amigos de la Música de Alcoy li encarrega una obra dedicada a la seva ciutat natal, com a regal al president d'aquell moment, Alfonso Jordá Morey, aquest encàrrec va derivar amb la creació de la peca musical Alcoy-Tríptico, per piano.
El 2005 es publica un llibre escrit per les dues germanes, Consuelo i Enriqueta Colomer Francés, que consisteix en un mètode d'iniciació a la música per a nens i nenes de 3 a 6 anys, anomenat La Princesa Clave de Sol y El Ruiseñor.
El 21 d'abril de 2008 dirigeix l'himne de les festes de Moros i Cristians d'Alcoi. Esdevenint la quarta dona en dirigir-lo. Més tard, li van oferir des d'Alcoi si volia gravar un disc interpretant les seves peces, però va rebutjar la proposta, a no ser que hi hagués pressupost perquè ho toques una altra persona, ja que ella ja no es veia capacitada per tocar-les. Tot i no haver-se dut a terme, va poder gravar varies peces de la mà de Enrique J. Peidro Baldó al piano, i amb la col·laboració del baríton Gisbert Cortés, a la peça Recordando las Fiestas de Alcoy.
El 13 de abril del 2009 mor el seu marit, Julio Cortés.

### Últims anys de vida i defunció
El 2011 el Teatre Calderon dona lloc al concert homenatge a Consuelo Colomer i es presenta la seva biografia escrita per Juan Javier Gisbert, anomenada Consuelo Colomer: una vida en el teclado. El concert va comptar principalment amb la interpretació de la soprano Rosa Mateu i el pianista Mac McClur, més tard, va sortir a l'escenari per sorpresa de Consuelo la seva exalumna Alejandra Pacheco, a tocar dues de les seves peces.
El 29 de febrer del 2016, Consuelo Colomer Francés mor a Creixell (Tarragona).

## Producció musical

### Discografia com a intèrpret
| Títol                 | Any  | Llista de cançons | Compositor           |
| --------------------- | ---- | --- | -------------------- |
| Piezas para Piano     | 1962 | Preludio; ¿Por qué?; Barcarola; Obsesión; Desvarío; Sardana; Romanza; Variaciones; Danza Selvática                      | Massana, Antonio     |
| Suite nº 1 para piano | 1965 | Preludio; Romanza Capricho; Cancioncilla; Elegía a Granados; Sardana; Cuentecillo; Romanza en mi mayor; Tres miniaturas | Massana, Antonio     |
| Gemas del teclado     | 1986 | | Diversos Compositors |
|                       | 1968 | Sin Olas; Jazmines; El almendro florido; Nevado triste y Cabe la fuente (inédito)                                       | Massana, Antonio     |

### Obra per piano
| Any  | Títol | Instruments         |
| ---- | --- | ------------------- |
| 1945 | Melodía nº1 "Andante Cantabile" | Piano               |
| 1945 | Vals | Piano               |
| 1945 | Pequeña Barcarola infantil | Piano               |
| 1945 | Habanera (inacabada) | Piano               |
| 1946 | Marcha Fúnebre | Piano               |
| 1946 | Melodía nº2 | Piano               |
| 1958 | Serenata andaluza "Sortilegio" (Capricho nº3)                                                                                                   | Piano               |
| 1958 | Mi Muñequita | Piano               |
| 1959 | La tortuguita viajera | Piano               |
| 1959 | El caracol y la flor | Piano               |
| 1959 | Sonatina | Piano               |
| 1960 | El patio se perdió | Piano               |
| 1960 | El gallo Quiquiriquero | Piano               |
| 1960 | El relojito | Piano               |
| 1960 | El sol ploroner | Piano               |
| 1960 | Talón se llamaba el gato | Piano               |
| 1960 | La niña rubia de trenzas | Piano               |
| 1960 | Souvenir | Piano               |
| 1962 | Al corro llorón | Piano               |
| 1980 | Marcha infantil de graduación | Piano               |
| 1999 | Una mañana de parque: (Reencuentro; Paseo matinal; Dialogando; Danza catalana; Pantomima; Despedida)                                            | Piano               |
| 2000 | Caprichos I-IV (Fanatsía Glisando; Moviemiento fluctuante; Serenata andaluza; Sonatina; Rondó; Scherzando)                                      | Piano               |
| 2001 | Improvisación sobre temas populares de mi tierra                                                                                                | Piano               |
| 2004 | Alcoy (Preludio; Evocación; Danza) | Piano               |
| 2004 | Sequence (Reminiscències VI) | Piano               |
| 2005 | Petites variacions | Piano               |
| 2005 | Reminiscències I-IX: (Seven p.m.; White and black; Dell house and garden; Sketch; Impromptu fantasy; Sequence; Nebolus; DIvertimento; Burlesca) | Piano               |
| 2006 | Sonrisa | Piano               |
| 2006 | Les estacions (Primavera/allegro; Estiu / allegretto moderato; Tardor / moderato; Hiverns / moderato maestoso)                                  | Piano               |
| 2006 | Sonata en la bemol (allegro; andante; allegro)                                                                                                  | Piano               |
| 2006 | Joy and Festivity | Piano               |
| 2006 | Momento musical | Piano               |
| 2006 | Calidoscopio | Piano               |
| 2006 | Cinco miniaturas (Tristeza; Despedida; Nostalgia; Metáfora; Campestre)                                                                          | Piano               |
| 2006 | Suite navideña / Suite nadalenca (Espera; Dançà; Cançó; Record; Campestre)                                                                      | Piano               |
| 2007 | Puesta de sol en Alhambra | Piano               |
| 2007 | Sonatina nº2 / Estudio reiterado (allegro; andante; cadencia final / allegro)                                                                   | Piano               |
| 2007 | Sonatina modulante | Piano               |
| 2007 | Momento musical en do | Piano               |
| 2007 | Impromptu capricho (Senderismo cromático) | Piano               |
| 2008 | Fantasía "Luz" | Piano aquatre mans  |
| 2008 | Dedicatòries (Amalgama (enero, 2008); Luz / Light (abril, 2008); Oscuridad / Darkness (abril, 2008); Breve divertimento (marzo, 2008))          | Piano               |
| 2008 | Game | Piano a quatre mans |
| 2008 | Encore | Piano a quatre mans |
| 2008 | Policronies / Suite (FAntasía capricho sin la nota fa (2006); FAntasía breve; Un camino; Reencuentro; Rondó; Comiat / Fantasía en do menor)     | Piano               |
| 2008 | Danza oriental | Piano               |
| 2008 | Como danza | Piano               |
| 2008 | Viaje en tren (Impromptu fantasí) | Piano               |
| 2009 | Recuelo de palomas | Piano               |
| 2009 | Matices de esperanza | Piano               |
| 2009 | Búsqueda (Impromptu) | Piano               |
| 2009 | Celebración | Piano               |
| 2009 | Los colores del arco iris (Movimiento de danza)                                                                                                 | Piano               |
| 2009 | Dos burlescas | Piano               |
| 2010 | Los delfines | Piano               |
| 2010 | "Cabalgata". Noche de Reyes Magos en Alcoy | Piano               |
| 2011 | Luz matinal | Piano               |

### Obra per piano i veu
| Any  | Títol                                            | Instruments     | Autor dels textos                                      |
| ---- | ------------------------------------------------ | --------------- | ------------------------------------------------------ |
| 1945 | Ritmo de tango                                   | Veu i piano     | Elvira Francés Sierra                                  |
| 1946 | Cancioncilla / Melodía "Súplica"                 | Veu i piano     | Consuelo Colomer Francés                               |
| 1946 | Dorm, reyet, dorm                                | Veu i piano     | Consuelo Colomer Francés                               |
| 1946 | Din di rin don                                   | Veu i piano     | Elvira Francés Sierra                                  |
| 1946 | Un niño marinerito                               | Veu i piano     | Consuelo Colomer Francés                               |
| 1947 | Canción de cuna                                  | Veu i piano     | Consuelo Colomer Francés                               |
| 1948 | Cançó de bressol                                 | Veu i piano     | Carmen Guasch                                          |
| 1957 | Anyorança                                        | Veu i piano     | Consuelo Colomer Francés                               |
| 1958 | Ave María (versión inicial)                      | Veu i piano     | Consuelo Colomer Francés                               |
| 1959 | Danza o Barrio de los marineros                  | Veu i piano     | Jose María Pemán                                       |
| 1959 | Arroyuelo del molino                             | Veu i piano     | Jose María Pemán                                       |
| 1961 | Si el Niño quiere dormir                         | Veu i piano     | Rosalía Gimenéz                                        |
| 1963 | Poesía mística                                   | Veu i piano     | El poeta y canónigo de Tarragona, Miguel Melendres Rué |
| 1964 | Ave María                                        | Veu i piano     | Consuelo Colomer Francés                               |
| 1967 | La niña de rubias trenzas                        | Veu i piano     | Consuelo Colomer Francés                               |
| 1971 | Deixan dir...                                    | Veu i piano     | El poeta y canónigo de Tarragona, Miguel Melendres Rué |
| 1972 | Callandito                                       | Veu i piano     | José Sánchez Boudi                                     |
| 1972 | Campanita de cristal                             | Veu i piano     | Consuelo Colomer Francés                               |
| 1973 | Canción para Antonio (I went to a small school)  | Veu i piano     | Consuelo Colomer Francés                               |
| 1974 | La campana                                       | Veu i piano     | Consuelo Colomer Francés                               |
| 1975 | Amistad                                          | Veu i piano     | José Sánchez Boudi                                     |
| 1975 | Canción de cuna                                  | Veu i piano     | Consuelo Colomer Francés                               |
| 1979 | Villancico baturro                               | Veu i pandereta | Consuelo Colomer Francés                               |
| 1980 | En un rincón de mi mesa (improvisación)          | Veu i piano     | Consuelo Colomer Francés                               |
| 1983 | Romance al caballero Santángel                   | Veu i piano     | Consuelo Colomer Francés                               |
| 1987 | Alleluia                                         | Veu i piano     | Consuelo Colomer Francés                               |
| 1988 | Mañanita clara                                   | Veu i piano     | Consuelo Colomer Francés                               |
| 1988 | Song of Joy                                      | Veu i piano     | José Sánchez Boudi                                     |
| 1988 | Compassió                                        | Veu i piano     | Consuelo Colomer Francés                               |
| 1990 | Arrullo                                          | Veu i piano     | Consuelo Colomer Francés                               |
| 1993 | "Demos gracias a Dios" (Plegaria)                | Veu i piano     | Consuelo Colomer Francés                               |
| 1993 | Llegó la Primavera                               | Veu i piano     | Consuelo Colomer Francés                               |
| 1993 | Have mercy, o Holy Chile                         | Veu i piano     | Consuelo Colomer Francés                               |
| 1993 | Les festes de Nadal                              | Veu i piano     | Enriqueta Colomer Francés                              |
| 1995 | Viendo crecer al hijo                            | Veu i piano     | Enriqueta Leira                                        |
| 1995 | Una noche de diciembre                           | Veu i piano     | Consuelo Colomer Francés                               |
| 1996 | Dios te salve, María                             | Veu i piano     | Consuelo Colomer Francés                               |
| 1998 | Llulaby to a Grandma, Florence Peacock           | Veu i piano     | Consuelo Colomer Francés                               |
| 1998 | Pare Nostre                                      | Veu i piano     | Consuelo Colomer Francés                               |
| 1998 | Yo quiesiera mi niño                             | Veu i piano     | Consuelo Colomer Francés                               |
| 2000 | Llulaby for Susanah                              | Veu i piano     | Consuelo Colomer Francés                               |
| 2001 | La rosa                                          | Veu i piano     | Consuelo Colomer Francés                               |
| 2003 | La Sonrisa de Dios (Vals navideño)               | Veu i piano     | Eugenio Colomer Parelló                                |
| 2002 | Canción de cuna                                  | Veu i piano     | Adrián Miró García                                     |
| 2003 | Corazón navideño                                 | Veu i piano     | Consuelo Colomer Francés                               |
| 2003 | Canción de cuna                                  | Veu i piano     | Consuelo Colomer Francés                               |
| 2003 | Nana                                             | Veu i piano     | Consuelo Colomer Francés                               |
| 2003 | La oración de la abuela Marisa                   | Veu i piano     | Marisa García Garrido                                  |
| 2004 | Nana                                             | Veu i piano     | Consuelo Colomer Francés                               |
| 2005 | Encomiat d'Ana Marín                             | Veu i piano     | Anónimo                                                |
| 2005 | Cantares                                         | Veu i piano     | Rosalía Giménez                                        |
| 2005 | Nana                                             | Veu i piano     | Consuelo Colomer Francés                               |
| 2005 | Alegra tu corazón                                | Veu i piano     | Consuelo Colomer Francés                               |
| 2006 | Recordando las Fiestas de Alcoy                  | Veu i piano     | Consuelo Colomer Francés                               |
| 2006 | Como un susurro (Canción de cuna)                | Veu i piano     | Consuelo Colomer Francés                               |
| 2006 | Vida                                             | Veu i piano     | Consuelo Colomer Francés                               |
| 2007 | ¿On ès el temps?                                 | Veu i piano     | Nuria Gallando Colomer                                 |
| 2007 | Pequeña canción                                  | Veu i piano     | Consuelo Colomer Francés                               |
| 2007 | Como canto navideño                              | Veu i piano     | Consuelo Colomer Francés                               |
| 2008 | A la Virgen de los Lirios del Carrascal de Alcoy | Veu i piano     | Consuelo Colomer Francés                               |
| 2008 | Canto a la Virgen de los Lirios                  | Veu i piano     | Consuelo Colomer Francés                               |
| 2008 | Deja tu llanto                                   | Veu i piano     | Consuelo Colomer Francés                               |
| 2009 | La piedra blanca                                 | Veu i piano     | Consuelo Colomer Francés                               |
| 2010 | Dorm, nina, nina, nineta                         | Veu i piano     | Consuelo Colomer Francés                               |

### Obres de cambra
| Any  | Títol                         | Intruments               |
| ---- | ----------------------------- | ------------------------ |
| 1995 | Melodía navideña              | Xilòfon i piano          |
| 1998 | Elegía                        | Violì i piano            |
| 2002 | Como un lamento               | Violì i piano            |
| 2002 | Como un lamento               | Violoncel i piano        |
| 2002 | Como un lamento               | Viola i piano            |
| 2002 | Como un lamento               | Violì, violoncel i piano |
| 2005 | Song & Fantasía Interlude     | Violoncel i piano        |
| 2006 | Recordant (Fantasía capricho) | Violoncel i piano        |
| 2009 | Despedida                     | Violoncel i piano        |

### Obra coral
| Any  | Títol                       | Instruments | Autor dels textos                                      |
| ---- | --------------------------- | --- | ------------------------------------------------------ |
| 1951 | En una fría noche           | Obra coral amb acompanyament de piano. Existeix versió per piano solitsta (1952), y arreglo per veu i piano (1986) | Consuelo Colomer Francés                               |
| 1952 | Llamaban a la ventana       | Obra coral amb acompanyament de piano. Existeix versió per veu i piano                                             | Celia Viñas                                            |
| 1953 | Con campanillas             | Obra coral a quatre veus                                                                                           | Consuelo Colomer Francés                               |
| 1956 | A pie de la Nochebuena      | Obra coral a tres veus                                                                                             | María Beneyto                                          |
| 1957 | Alborozo                    | Obra coral amb acompanyament de piano                                                                              | Maria Mulet                                            |
| 1957 | El niño llora               | Obra coral a tres veus                                                                                             | Consuelo Colomer Francés                               |
| 1957 | Un niño nació               | Obra coral amb acompanyament de piano. Existeix versió per veu i piano                                             | Consuelo Colomer Francés                               |
| 1958 | Canta la Madre              | Obra coral amb acompanyament de piano. Existeix versió per veu i piano (1961)                                      | Maria Mulet                                            |
| 1958 | De corazón niño             | Obra coral amb acompanyament de piano                                                                              | Maria Mulet                                            |
| 1958 | Desde lo alto de una sierra | Obra coral amb acompanyament de piano                                                                              | Consuelo Colomer Francés                               |
| 1958 | Manos de Virgen             | Obra coral amb companyament de piano. Existeix versió per veu i piano                                              | Maria Mulet                                            |
| 1959 | Dorm                        | Obra coral a tres veus                                                                                             | Consuelo Colomer Francés                               |
| 1960 | Cançó de bressol            | Obra coral a tres veus                                                                                             | Consuelo Colomer Francés                               |
| 1960 | Ja ve Nadal                 | Obra coral amb acompanyament de piano                                                                              | Consuelo Colomer Francés                               |
| 1966 | Todo lo daré                | Obra coral a tres veus                                                                                             | Consuelo Colomer Francés                               |
| 1966 | Nadala de l'airet fi        | Obra coral amb acompanyament de piano                                                                              | El poeta y canónigo de Tarragona, Miguel Melendres Rué |
| 1966 | Virgen de Soledad           | Obra coral amb acompanyament de piano                                                                              | Rosalía Giménez                                        |
| 1967 | Cantares                    | Obra coral a tres veus                                                                                             | Rosalía Giménez                                        |
| !971 | Se puede dormir el Niño     | Obra coral a tres veus. Versió per veu i piano                                                                     | Consuelo Colomer Francés                               |
| 1975 | Ja ve nadal                 | Obra coral a tres veus                                                                                             | Consuelo Colomer Francés                               |
| 1978 | Spring is coming            | Obra coral a quatre veus                                                                                           | Consuelo Colomer Francés                               |
| 1978 | Les festes de Nadal         | Obra coral amb acompanyament de piano                                                                              | Consuelo Colomer Francés                               |
| 1979 | Dios te salve, Maria        | Obra coral a quatre veus, amb acompanyament de l'òrgan                                                             | Consuelo Colomer Francés                               |
| 1980 | Canción de Primavera        | Obra coral a dos veus, amb acompanyamient de la flauta dolça                                                       | Consuelo Colomer Francés                               |
| 1987 | Alleluia                    | Obra coral a quatre veus, amb acompanyament de l'òrgan                                                             | Consuelo Colomer Francés                               |

### Obra escrita
| Any  | Títol                                                                                    | Editorial            | Autors dels textos            |
| ---- | ---------------------------------------------------------------------------------------- | -------------------- | ----------------------------- |
| 1989 | Antonio Massana y Beltrán (1890-1966) : I Centenario de su nacimiento: Ensayo biográfico | Albatros             | Colomer, Consuelo             |
| 1989 | Sobre tècnica pianística                                                                 | Albaratos            | Colomer, Consuelo             |
| 1990 | Sobre tècnica pianística: 2a edició                                                      | Alpuerto             | Colomer, Consuelo             |
| 1998 | Four Songs, voice and piano                                                              | Clivis Publicaciones | Colomer, Consuelo             |
| 2003 | Caprichos, per a piano                                                                   | Clivis Publicaciones | Colomer, Consuelo             |
| 2004 | Alcoy, tríptico para piano                                                               | Clivis Publicaciones | Colomer, Cosuelo              |
| 2005 | Princesa Clave de Sol y el Ruiseñor                                                      | Clivis Publicaciones | Colomer, Enriqueta i Consuelo |